# Boris Małyszew
Boris Aleksandrowicz Małyszew, właśc. Fiodor Łukicz Iliuczenko (ros. Борис Александрович Малышев (Фёдор Лукич Ильюченко), ur. 1895 we wsi Kliszek w guberni czernihowskiej, zm. 27 lipca 1941) – funkcjonariusz radzieckich organów bezpieczeństwa, starszy major bezpieczeństwa państwowego, szef Zarządu NKWD obwodu irkuckiego (1938-1939).

## Życiorys
Ukrainiec, skończył 3 klasy szkoły wiejskiej i 2,5 roku szkoły miejskiej, od stycznia 1915 służył w rosyjskiej armii, zdezerterował we wrześniu 1917. Od października 1917 w SDPRR(b), od listopada 1917 do maja 1918 zastępca przewodniczącego komitetu wykonawczego rady powiatowej w Królewcu, w działalności podziemnej w guberni czernihowskiej. Od maja 1918 do kwietnia 1920 w Armii Czerwonej, później zastępca szefa Wydziału Specjalnego Czeki 44 Dywizji Strzeleckiej, szef sekcji i agentury Wydziału Specjalnego Czeki 12 Armii, 1921 pełnomocnik Wydziału Specjalnego Czeki Kijowskiego Okręgu Wojskowego, 1921-1922 pełnomocnik pododdziału wojskowego Wydziału Kontrwywiadowczego Wszechukraińskiej Czeki przy Radzie Komisarzy Ludowych Ukraińskiej SRR, od 1922 do lipca 1923 pełnomocnik Wydziału Kontrwywiadowczego Pełnomocnego Przedstawicielstwa OGPU Prawobrzeżnej Ukrainy, później Południowego Wschodu. Od grudnia 1925 do marca 1926 pomocnik szefa Wydziału Wschodniego Pełnomocnego Przedstawicielstwa OGPU Kraju Północnokaukaskiego, od marca do grudnia 1926 p.o. szefa, a od grudnia 1926 do lutego 1927 zastępca szefa Czarnomorskiego Okręgowego Oddziału GPU. Od marca 1927 do grudnia 1928 pomocnik szefa okręgowego oddziału GPU w Taganrogu, od grudnia 1928 do sierpnia 1931 pomocnik szefa Terskiego Okręgowego Oddziału/Sektora Operacyjnego GPU, od 6 sierpnia 1931 do 19 stycznia 1934 szef Sektora Operacyjnego GPU we Władykaukazie/Ordżonikidzem, od 19 stycznia 1934 do 27 lutego 1935 szef Czarnomorskiego Sektora Operacyjnego GPU/NKWD. Od lutego 1935 do stycznia 1936 szef miejskiego oddziału NKWD w Soczi, od stycznia 1936 do sierpnia 1937 zastępca szefa Zarządu NKWD obwodu czelabińskiego, od 23 lutego 1936 major bezpieczeństwa państwowego, od 31 sierpnia 1937 do 10 stycznia 1938 zastępca szefa Wydziału I Głównego Zarządu Bezpieczeństwa Państwowego, od 9 stycznia 1938 starszy major bezpieczeństwa państwowego, od 10 stycznia 1938 do 21 stycznia 1939 szef Zarządu NKWD obwodu irkuckiego. Deputowany do Rady Najwyższej RFSRR 1 kadencji. 
W styczniu 1939 aresztowany, 7 lipca 1941 skazany na śmierć przez Wojskowe Kolegium Sądu Najwyższego ZSRR, następnie rozstrzelany.

## Odznaczenia
- Order Czerwonego Sztandaru (dwukrotnie - 16 kwietnia 1924 i 20 listopada 1925)
- Medal jubileuszowy „XX lat Robotniczo-Chłopskiej Armii Czerwonej” (22 lutego 1938)
- Odznaka "Honorowy Funkcjonariusz Czeki/GPU (XV)" (4 lutego 1933)